# Винер-Нойштадт

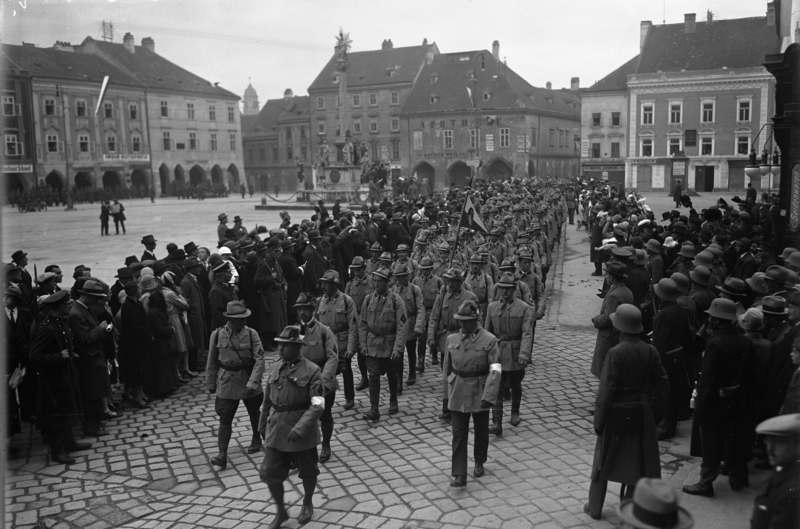
Парад отряда местной самообороны в Винер-Нойштадт.

Ви́нер-Но́йштадт (нем. Wiener Neustadt, бав. Weana Neistod) — город земельного подчинения в Австрии, в федеральной земле Нижняя Австрия.
Площадь города составляет 60,94 км², население — 46 456 человек (1 января 2021), плотность населения — 752 чел./км². Официальный код — 30 401.

## История
В австрийской истории Винер-Нойштадт играет выдающуюся роль. Основанный герцогом Леопольдом V в 1194 году, город служил любимой резиденцией многих правителей; здесь родились императоры Фридрих III и Максимилиан I. Последний покоится в местной замковой церкви. В войнах с турками городу многократно угрожали неприятельские полчища; выдержал осады в 1529 и 1683 годах. Кроме опустошительных пожаров, Винер-Нойштадт за все время своего существования терпел также от землетрясений; особенно разрушительно для него было землетрясение 1768 года.
После большого пожара 1834 года Винер-Нойштадт отстроен заново, и старинные городские стены и ворота были срыты; но сохранились ещё некоторые достопримечательные здания, как, например, древний герцогский, впоследствии императорский замок, в котором с 1752 года располагалась Военная академия, основанная Марией-Терезией.

## Население
| Год  | Численность |
| ---- | ----------- |
| 1869 | 20619       |
| 1889 | 22048       |
| 1890 | 25040       |
| 1900 | 28700       |
| 1910 | 32874       |
| 1923 | 36956       |
| 1934 | 36798       |
| 1939 | 39344       |
| 1951 | 30559       |
| 1961 | 33845       |
| 1971 | 34853       |
| 1981 | 35006       |
| 1991 | 35134       |
| 2001 | 37627       |
| 2011 | 41305       |
| 2021 | 46456       |

## Политическая ситуация
Бургомистр коммуны — Бернхард Мюллер (СДПА) по результатам выборов 2010 года.
Совет представителей коммуны (нем. Gemeinderat) состоит из 40 мест.
- СДПА занимает 21 место.
- АНП занимает 10 мест.
- АПС занимает 4 места.
- Партия SLUKA занимает 3 места.
- Партия WNA занимает 1 место.
- Зелёные занимают 1 место.

## Города-побратимы
- Монхайм-на-Рейне, Германия (1971)
- Дезенцано-дель-Гарда, Италия (2002)
- Харбин, Китай (2006)

## Образование
В Винер-Нойштадте находится крупнейший в Австрии университет прикладных наук, основанный в 1994 году. Университет прикладных наук Винер-Нойштадт обладает кампусами еще в двух городах, Визельбурге и Тульне. Образование ведется по бакалаврским и магистерским программам в области технологий, бизнеса, здравоохранения, спорта и безопасности.

## Интересные факты
- Герцог Леопольд V основал город на средства, полученные в качестве огромного выкупа — 50 тысяч марок — с пленённого им английского короля Ричарда Львиное Сердце.
- В честь города был назван остров в архипелаге Земля Франца-Иосифа — Винер-Нёйштадт.
- В городе находится штаб-квартира специальное подразделение по борьбе с терроризмом EKO Cobra.

## Климат
| Климатограмма Винер-Нойштадт                         | Климатограмма Винер-Нойштадт | Климатограмма Винер-Нойштадт | Климатограмма Винер-Нойштадт | Климатограмма Винер-Нойштадт | Климатограмма Винер-Нойштадт | Климатограмма Винер-Нойштадт | Климатограмма Винер-Нойштадт | Климатограмма Винер-Нойштадт | Климатограмма Винер-Нойштадт | Климатограмма Винер-Нойштадт | Климатограмма Винер-Нойштадт |
| ---------------------------------------------------- | ---------------------------- | ---------------------------- | ---------------------------- | ---------------------------- | ---------------------------- | ---------------------------- | ---------------------------- | ---------------------------- | ---------------------------- | ---------------------------- | ---------------------------- |
| Я                                                    | Ф                            | М                            | А                            | М                            | И                            | И                            | А                            | С                            | О                            | Н                            | Д                            |
| 26 3 −4                                              | 25 6 −3                      | 38 10 0                      | 43 15 4                      | 71 21 9                      | 82 23 12                     | 80 26 14                     | 71 25 14                     | 56 21 10                     | 36 15 5                      | 42 8 0                       | 31 4 −3                      |
| Температура в °C • Сумма осадков в мм Источник: ZAMG |                              |                              |                              |                              |                              |                              |                              |                              |                              |                              |                              |

## Фотографии

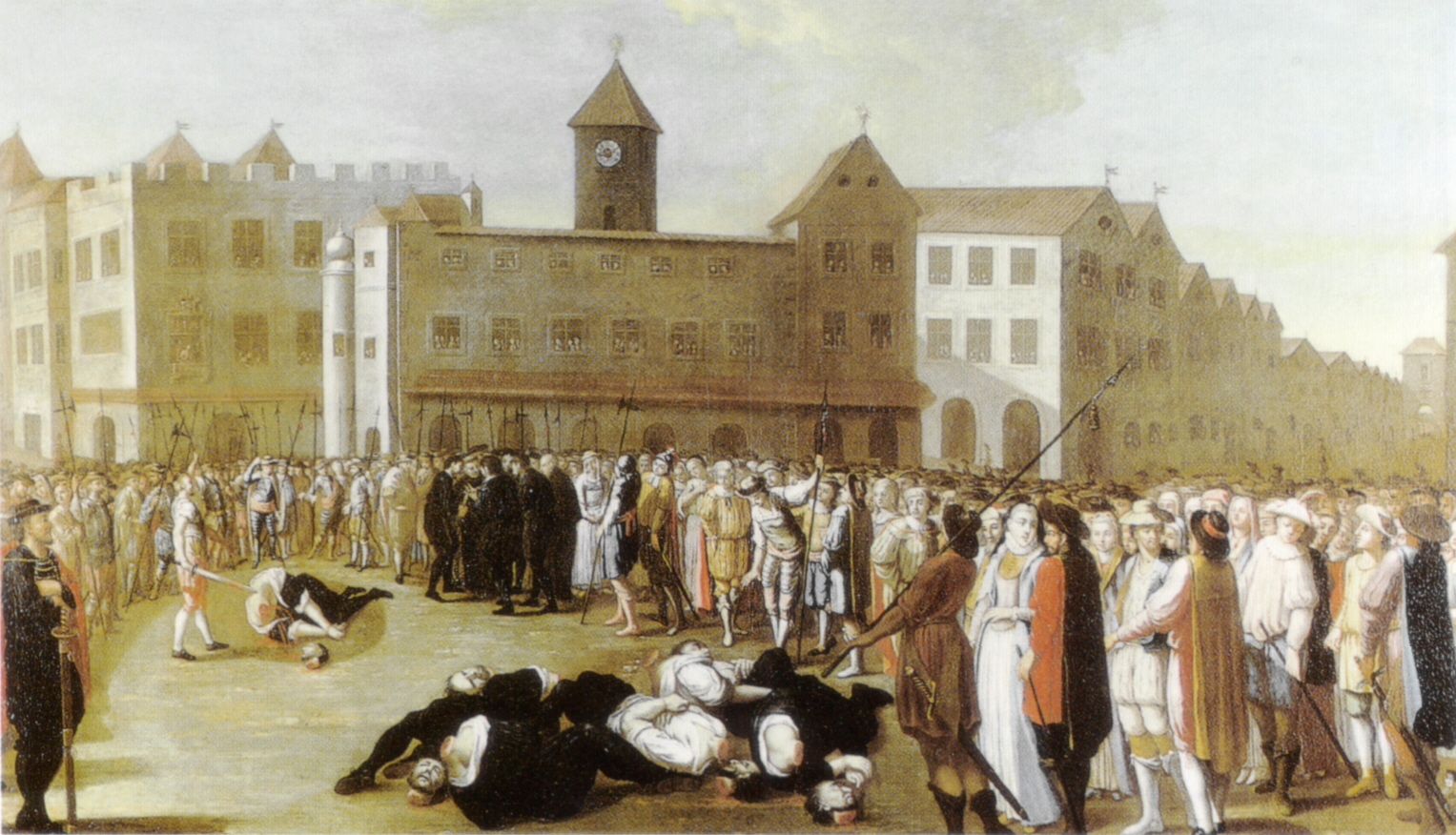
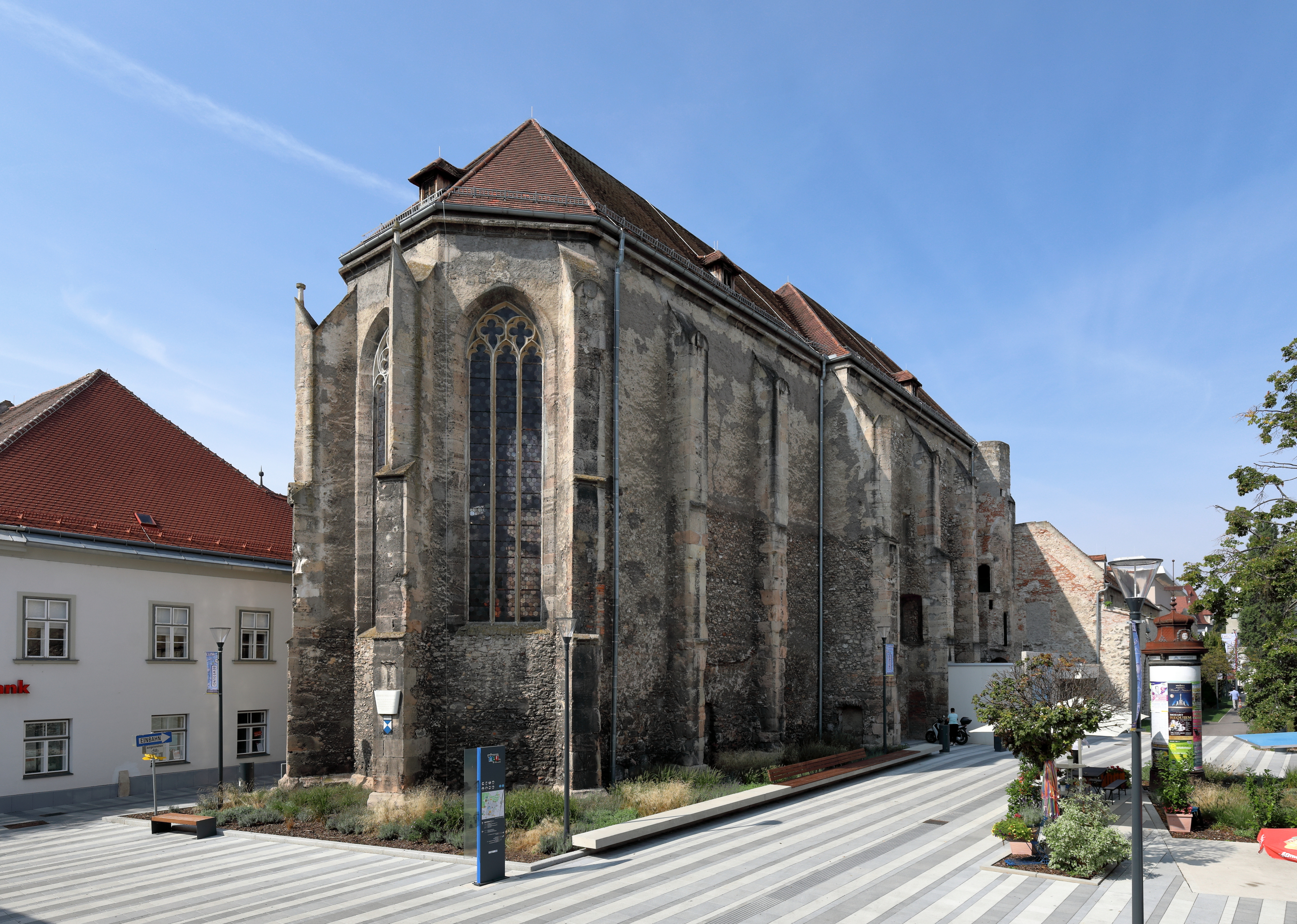
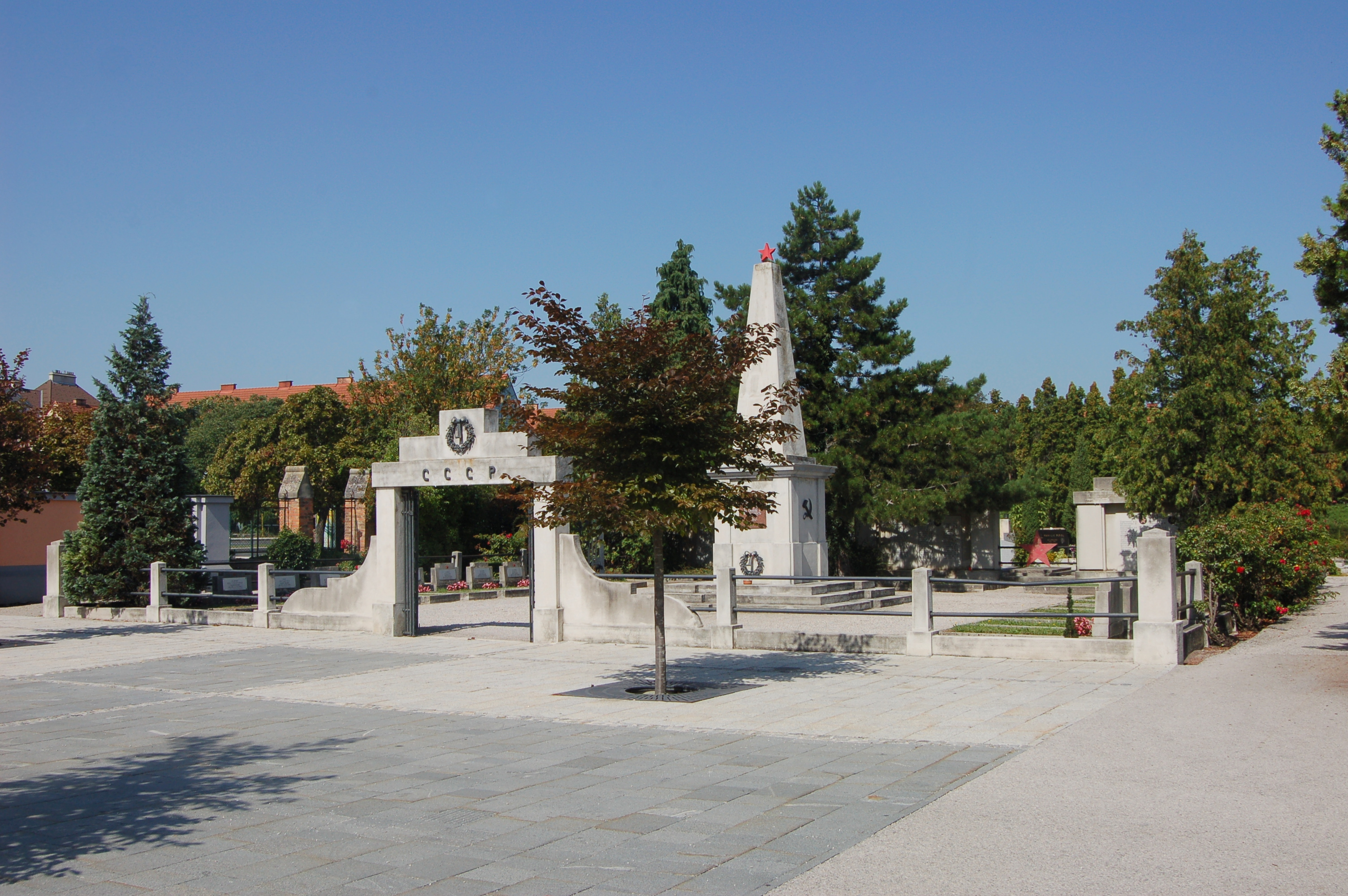
Кладбище солдат Красной Армии